# Pervijze
Pervijze är en ort i Belgien.   Den ligger i provinsen Västflandern och regionen Flandern, i den västra delen av landet, 110 km väster om huvudstaden Bryssel. Pervijze ligger 2 meter över havet och antalet invånare är 883.
Terrängen runt Pervijze är mycket platt. Runt Pervijze är det ganska tätbefolkat, med 104 invånare per kvadratkilometer.. Närmaste större samhälle är Oostende, 18,3 km nordost om Pervijze. 
Trakten runt Pervijze består till största delen av jordbruksmark.